# Liste der Städteregionsstraßen in der Städteregion Aachen
Die Liste der Städteregionsstraßen in der Städteregion Aachen ist eine Auflistung der Städteregionsstraßen in der Städteregion Aachen, Nordrhein-Westfalen.

## Abkürzungen
- K: Städteregionsstraße
  - außerhalb der Städteregion Aachen: Kreisstraße
- L: Landesstraße
- N:
  - Belgien: Nationalstraße
  - Niederlande: Rijksweg (ein- und zweistellige Zahlen) oder Provinciale weg (dreistellige Zahlen)

## Liste
Vorgängerinnen der Städteregionsstraßen waren bis 2009 die Kreisstraßen der Stadt Aachen und des Kreises Aachen.
Die Städteregionsstraßen behalten die ihnen zugewiesene Nummer (K 1, K 2, ...) auch bei einem Wechsel in einen anderen Kreis als dortige Kreisstraßen. Dies gilt jedoch nur innerhalb von Nordrhein-Westfalen. Nicht vorhandene bzw. nicht nachgewiesene Städteregionsstraßen werden in Kursivdruck gekennzeichnet, ebenso Straßen und Straßenabschnitte, die unabhängig vom Grund (Herabstufung zu einer Gemeindestraße oder Höherstufung) keine Städteregionsstraßen mehr sind.
Der Straßenverlauf wird in der Regel von Nord nach Süd und von West nach Ost angegeben.
| Nr.  | Verlauf |
| ---- | --- |
| K 1  | Kohlscheid – Pley – L 223 – Bardenberg – Morsbach –                                                                                               |
| K 2  | in Imgenbroich – Menzerath – Monschau – in Höfen                                                                                                  |
| K 5  | (von der N 299 in der Provinz Limburg, Niederlande) – Staatsgrenze – K 29 – Merkstein – L 47 – L 232 – L 47 in Bierstraß                          |
| K 6  | L 11 in Hastenrath – L 238 in Binsfeldhammer |
| K 8  | (K 8 im Kreis Düren) – Grenze der Städteregion – – Floverich – Loverich – K 27 – in Setterich                                                     |
| K 9  | L 246 in Strauch – K 12 – |
| K 10 | L 47 in Alsdorf – Mariadorf – L 136 – Begau – L 240 in Kinzweiler                                                                                 |
| K 11 | (K 11 im Kreis Heinsberg) – Grenze der Städteregion – Herbach – Plitschard – L 47 in Merkstein                                                    |
| K 12 | L 246 in Strauch – K 9 – L 128 in Steckenborn |
| K 13 | L 221 in Münsterbusch – K 22 – Büsbach – K 14 – Dorff – Krauthausen (Aachen) – (auf dem Gebiet der Stadt Aachen: ehemalige K 13 der Stadt Aachen) |
| K 14 | K 13 in Dorff – Breinig – L 12 |
| K 15 | L 238 in Eschweiler – L 238 in Pumpe-Stich |
| K 16 | L 214 in Mützenich – Staatsgrenze – (Belgien) – Staatsgrenze – in Imgenbroich                                                                     |
| K 17 | L 238 in Höfen – L 11 in Bergrath |
| K 18 | L 11 in Bergrath – Nothberg – K 23 in Hücheln |
| K 19 | in Lammersdorf – Paustenbach – K 20 – L 12 in Simmerath                                                                                           |
| K 20 | in Konzen – L 106 – Hoscheit – Paustenbach – K 19 – L 12                                                                                          |
| K 21 | in Imgenbroich – K 26 – Widdau – L 106 in Hammer                                                                                                  |
| K 22 | L 220 – Büsbach – K 13 – L 12 in Breinig |
| K 23 | in Hücheln – K 18 – Grenze der Städteregion – (K 23 im Kreis Düren)                                                                               |
| K 24 | L 238 – L 12 |
| K 25 | in Kalterherberg – in Alzen |
| K 26 | K 21 in Widdau – Rohren – in Alzen |
| K 27 | L 225 in Baesweiler – /L 240 in Neuweiler |
| K 28 | L 11 – K 31 – in Weisweiler |
| K 29 | K 5 in Merkstein – L 232 in Eschweiler |
| K 30 | L 126 in Sankt Jobs – K 34 – L 23 in Sankt Jobs                                                                                                   |
| K 31 | K 28 – L 241 |
| K 32 | in Rollesbroich – L 12 in Witzerath |
| K 33 | L 238 in Dürwiß – Eschweiler – L 223 – Röthgen – Pumpe-Stich – L 238 in Aue                                                                       |
| K 34 | L 223 in Broichweiden – K 30 in Sankt Jobs |
| K 35 | L 260 in Forst – Lintert – Eich – Oberforstbach – Schleckheim – Nütheim – in Walheim (ehemalige K 1 der Stadt Aachen)                             |
| K 36 | Orsbach – Nonnenhof – L 231 in Laurensberg (ehemalige K 2 der Stadt Aachen)                                                                       |
| K 37 | L 231 in Richterich – L 244 (ehemalige K 7 der Stadt Aachen)                                                                                      |
| K 38 | Hahn – K 35 – – Walheim – Schmithof-Nord – – K 39 – Staatsgrenze – (zur in Belgien) (ehemalige K 14 der Stadt Aachen)                             |
| K 39 | L 233 – Lichtenbusch – K 38 in Sief (ehemalige K 10 der Stadt Aachen)                                                                             |
| K 40 | – Rotterdell – Rott |

## Quelle
- Landesvermessungsamt Nordrhein-Westfalen, Kreiskarte Nr. 41: Städteregion Aachen (früher: Kreis und Stadt Aachen)